# Panaceia
Na mitologia grega, Panaceia (ou Panacea em latim) era a deusa da cura. O termo "panaceia" também é muito utilizado com o significado de remédio para todos os males.
Asclépio (ou Esculápio para os romanos), o filho de Apolo que se tornara deus da medicina, teve duas filhas a quem ensinou a sua arte: Hígia (de onde deriva higiene) e Panaceia. O nome desta última formou-se com a partícula compositiva pan (todo) e akos (remédio), em alusão ao fato de que Panaceia era capaz de curar todas as enfermidades.
A tradição médica fez com que o nome de Panacea, sua irmã, seu pai e seu avô Apolo figurassem no juramento de Hipócrates, que ainda é formulado por alguns médicos no momento da sua graduação:
| “ | Eu juro, por Apolo, médico, por Esculápio, Hígia e Panacea, e tomo por testemunhas todos os deuses e todas as deusas, cumprir, segundo o meu poder e a minha razão, a promessa que se segue (...) | ” |

Este juramento, que data do século V Antes de Cristo, começou a ser deixado de lado por volta da metade do século XX, porque muitos médicos consideraram que não tinha sentido formular um juramento em que se evoca deuses gregos. No congresso da Associação Médica Mundial, em 1948, estabeleceu-se um juramento alternativo, conhecido como Declaração de Genebra, que vem sendo adotado por um número crescente de países embora outros ainda continuem com o juramento de Hipócrates.